# Чепмен, Бренда
Бре́нда Чепмен (англ. Brenda Chapman; Иллинойс, США) — американская актриса озвучивания, кинорежиссёр, аниматор, сценарист и кинопродюсер. Лауреат премии «Энни» (1994) в номинации «Лучшие индивидуальные достижения для исторического вклада в области анимации» за мультфильм «Король Лев». Первая женщина-режиссёр анимационного фильма студии-мейджора («Принц Египта», DreamWorks Animation, 1998). Первая женщина — обладатель премии Оскар в категории «Лучший анимационный полнометражный фильм» («Храбрая сердцем», 2012).

## Биография и карьера
Бренда Чепмен родилась в штате Иллинойс, США. Она была самой младшей из пяти детей в семье. Училась в Линкольн-колледже, по окончании получив Степень Ассоциата, а затем переехала в Калифорнию, где поступила в Калифорнийский институт искусств.
Карьера Чепмен началась с работы в синдицированной телевизионной анимации. Затем она была стажером на студии Walt Disney Feature Animation, где в тот период создавалась «Русалочка».
Наряду с несколькими другими авторами, Бренда участвовала в написании сюжета к мультфильму «Красавица и Чудовище», где она тесно сотрудничала с будущим режиссёром студии Роджером Аллерсом. Позже она станет главой сюжетного департамента студии — первой женщиной на такой позиции в анимационном кино — на проекте «Король Лев», что принесёт ей премию «Энни» в номинации «Лучшие индивидуальные достижения для исторического вклада в области анимации». Среди других фильмов студии Disney, над которыми работала Чепмен — «Спасатели в Австралии», «Горбун из Нотр-Дама» и « Фантазия 2000».
В 1994-м году Чепмен присоединилась к DreamWorks Animation (компания только только была основана). В 1998 году совместно со Стивом Хикнером и Саймоном Уэллсом она осуществила постановку мультфильма «Принц Египта», став первой женщиной, получившей должность режиссёра анимационного фильма крупной студии. Также, во время работы в DreamWorks Animation и до ухода в декретный отпуск Чепмен участвовала в создании мультфильма «Побег из курятника».
В 2003 году Бренда Чепмен присоединилась к команде Pixar по приглашению бывшего коллеги Джо Рэнфта. Недолго работая над мультфильмом «Тачки», Чепмен вскоре полностью переключилась на «Храбрую сердцем», став режиссёром картины (первой женщиной-режиссёром Pixar). Однако, в 2010 году она была заменена Марком Эндрюсом в связи с творческими разногласиями между ней и Джоном Лассетером. В 2013 году Чапман вернулась в Disney, но затем начала разрабатывать проекты для Chapman Lima Productions совместно с мужем, Кевином Лима.
В мае 2016 года стало известно, что Чепмен будет режиссёром фэнтези «Питер Пэн и Алиса в стране чудес», приквела «Алисы в Стране чудес» и «Питера Пэна». Фильм вышел на экраны в 2020 году. Главные роли в фильме исполнили Анджелина Джоли и Дэвид Ойелоуо.

## Личная жизнь
Чепмен замужем за режиссёром Кевином Лима (род. 1960). У супругов есть дочь — актриса Эмма Роуз Лима. По состоянию на май 2006 года семейство проживает в Калифорнии.